# Alceste (Gluck)
Alceste ist eine Oper in drei Akten von Christoph Willibald Gluck auf ein Libretto von Ranieri de’ Calzabigi. Sie wurde 1767 als „tragedia“ in italienischer Sprache im Burgtheater in Wien uraufgeführt (GluckWV 1.38). Später bearbeitete Gluck sein Werk neu für die Pariser Oper, woraus eine Version in französischer Sprache resultierte, die dort 1776 ihre Uraufführung erlebte (GluckWV 1.46). Die Pariser Fassung unterscheidet sich also nicht nur textlich von der in Wien gespielten italienischen Fassung, sondern bildet auch eine umfassende musikalische Neubearbeitung des Werkes.

## Handlung (Paris 1776)
Die Oper handelt von der klassischen Sage um Alkestis (italienisch und französisch Alceste). Der thessalische König Admète liegt im Sterben, die Götter aber versprechen, sein Leben zu schonen, wenn sich an seiner statt jemand anderes opfert. Königin Alceste willigt ein. Sie stirbt trotz der flehentlichen Bitte des Admète, lieber ihn zu nehmen. Hercule jedoch gelobt, beide zu retten. Er steigt in die Unterwelt und befreit Alceste; gleichzeitig beschützt er Admète, so dass am Ende beide glücklich weiterleben können.

### Erster Akt
Ein Herold verkündet dem vor dem Königspalast harrenden Volke, dass für den sterbenden Admète keine  Hilfe mehr zu erhoffen sei. Im Verein mit der Königin Alceste und ihren beiden Söhnen fleht das Volk die Götter um Erbarmen an.
Verwandlung: Im Apollotempel beten und opfern die Königin und das Volk. Das Orakel verkündet: „Le Roi doit mourir aujourd’hui, / si quelqu’autre au trépas ne se livre pour lui.“ (Bühnenübersetzung: „Dem Styx ist Admetos geweiht, / wenn ein andrer für ihn nicht zum Opfer sich beut.“)  Alceste ist bereit, sich für den Gatten zu opfern. Der Oberpriester verkündet ihr, dass die Götter das Opfer annehmen.

### Zweiter Akt
Das Volk umringt jubelnd den genesenden König. Als er fragt, wer sich für ihn geopfert habe, rät man ihm, sich des Lebens zu freuen, ohne danach zu fragen. Doch bemerkt er, dass Alceste von einem geheimen Kummer bedrückt ist. Auf sein Drängen gesteht sie ihm ihr Geheimnis. Doch ohne sie will auch er nicht leben, er will versuchen, das Entsetzliche zu verhindern.

### Dritter Akt
Vor dem Palast trauert das Volk über das Schicksal des Königshauses. Da kehrt Herakles nach langer Wanderschaft bei seinem Freunde Admet ein. Als man ihm das Los Alcestens berichtet, beschließt er, den Göttern zum Trotz ihnen die Königin zu entreißen.
Verwandlung: Vor den Pforten der Unterwelt ist Alceste bereit, sich zu opfern. Die Todesgötter weisen sie zurück bis nach Sonnenuntergang. Admetos tritt hinzu und ist entschlossen, mit seiner Gattin zu sterben. Während die beiden Gatten sich noch von ihren Entschlüssen abzubringen suchen, naht bei hereinbrechender Dunkelheit Thanatos und lässt Alceste entführen. Den nachstürzenden Admet hält Herakles zurück, der nun selber in die Unterwelt eindringt und in wildem Kampfe den Todesgöttern ihr Opfer entreißt. Apollo vereint aufs neue Alceste und Admetos, die von dem jubelnden Volk umringt werden.

## Gestaltung

### Orchester
Orchesterbesetzung der italienischen Fassung, Wien 1767:
- Holzbläser: zwei Flöten, zwei Oboen, ein[2] oder zwei Chalumeaux, zwei Englischhörner, zwei Fagotte
- Blechbläser: zwei oder vier[2] Hörner, zwei Trompeten, drei Posaunen
- Pauken
- Streicher
- Cembalo

Orchesterbesetzung der französischen Fassung, Paris 1776:
- Holzbläser: zwei Flöten, zwei Oboen, zwei Klarinetten, zwei Fagotte
- Blechbläser: vier Hörner, zwei Trompeten, drei Posaunen
- Pauken
- Streicher

### Musiknummern Wien 1767
Die Wiener Fassung von 1767 enthält die folgenden Musikstücke:
- Intrada – Un poco moderato; für Violinen I/II, Viola, Violoncello, Bass; zwei Flöten, zwei Oboen, zwei Fagotte; zwei Hörner, drei Posaunen

Erster Akt
Szene 1
- Rezitativ (Waffenherold): „Popoli che dolenti“ – für Violinen I/II, Viola, Violoncello, Bass; zwei Posaunen; Cembalo
- Chor (Ismene, Evandro, Volk): „Ah di questo afflitto regno“ – Andante; für Violinen I/II, Viola, Violoncello, Bass; zwei Oboen, zwei Englischhörner, zwei Fagotte; zwei Hörner, drei Posaunen
- Aria di Pantomimo – Andante espressivo; für Violinen I/II, Viola, Violoncello, Bass; zwei Oboen, Fagott
- Rezitativ (Evandro): „Amorosi vassalli“
- Chor (Ismene, Evandro, Volk): „Ah di questo afflitto regno“ – Andante; für Violinen I/II, Viola, Violoncello, Bass; zwei Oboen, zwei Fagotte; zwei Hörner, drei Posaunen
- Rezitativ (Evandro): „Tacete!“

Szene 2
- Chor (Volk): „Misero Admeto!“ – Moderato; für Violinen I/II, Viola, Violoncello, Bass; zwei Flöten, zwei Oboen, Fagott; drei Posaunen
- Rezitativ (Alceste): „Popoli di Tessaglia“
- Arie und Duett (Alceste, Eumelo, Aspasia): „Io non chiedo, eterni dei“ – Moderato; für Violinen I/II, Viola, Violoncello, Bass; Solo-Oboe, Solo-Fagott; zwei Hörner
  - „Madre mia, non t’affliger così“ – Andante; für Violinen I/II, Viola, Violoncello, Bass; zwei Englischhörner, Solo-Fagott
- Chor (Volk): „Miseri figli!“ – Moderato; für Violinen I/II, Viola, Violoncello, Bass; zwei Flöten, zwei Oboen, Fagott; zwei Hörner, drei Posaunen
- Rezitativ und Chor (Alceste, Volk): „Non si perda, o miei fidi“
- Chor (Ismene, Evandro, Volk): „Ah di questo afflitto regno“ – Moderato; für Violinen I/II, Viola, Violoncello, Bass; zwei Oboen, zwei Fagotte; zwei Hörner, drei Posaunen

Szene 3
- Tanz – (Moderato)
- Moderato; für Violinen I/II, Viola, Violoncello, Bass; zwei Flöten
- Solo und Chor (Oberpriester, Priester): „Dilegua il nero turbine“ – für zwei Fagotte; zwei Hörner, drei Posaunen
  - Andante; für Violinen I/II, Viola, Violoncello, Bass; zwei Flöten, zwei Oboen, zwei Fagotte; drei Posaunen
- Rezitativ (Oberpriester): „A te, nume del giorno“
- Chor (Priester): „Dilegua il nero turbine“ – Andante; für Violinen I/II, Viola, Violoncello, Bass; zwei Flöten, zwei Oboen, zwei Fagotte; drei Posaunen
- Rezitativ (Oberpriester): „Sospendete o ministri“
- Tanz – (Moderato); für Violinen I/II, Viola, Violoncello, Bass; zwei Flöten

Szene 4
- Rezitativ (Alceste): „Nume eterno“ – Andante; für Violinen I/II, Viola, Violoncello, Bass
- Chor (Priester): „Dilegua il nero turbine“ – Andante; für Violinen I/II, Viola, Violoncello, Bass; zwei Flöten, zwei Oboen, zwei Fagotte; drei Posaunen
- Rezitativ (Oberpriester): „I tuoi prieghi, o regina“ – Andante; für Violinen I/II, Viola, Violoncello, Bass; zwei Flöten, zwei Oboen, zwei Fagotte; zwei Hörner, drei Posaunen
- Solo (Orakel): „Il re morrà“ – für Violinen I/II, Viola, Violoncello, Bass; zwei Oboen, zwei Fagotte; drei Posaunen
- Chor (Priester, Volk): „Che annunzio funesto / Fuggiamo“ – für Violinen I/II, Viola, Violoncello, Bass; zwei Oboen, zwei Fagotte; drei Posaunen

Szene 5
- Rezitativ (Alceste): „Ove son?“ – Andante; für Violinen I/II, Viola, Violoncello, Bass; Cembalo
- Arie (Alceste): „Ombre, larve, compagne di morte“ – Andante; für Violinen I/II, Viola, Violoncello, Bass; zwei Flöten, zwei Oboen, zwei Fagotte; zwei Hörner, drei Posaunen

Szene 6
- Rezitativ (Evandro, Ismene, Alceste): „Ah t’affretta, o regina“

Szene 7
- Chor (Volk, Ismene, Evandro): „E non s’offerse alcuno?“ – Andante non molto; für Violinen I/II, Viola, Violoncello, Bass; zwei Flöten, zwei Oboen, zwei Fagotte; zwei Hörner
- Chor (Volk): „Chi serve e chi regna“ – Andante; für Violinen I/II, Viola, Violoncello, Bass; zwei Oboen, Fagott; zwei Hörner

Zweiter Akt
Szene 1
- Rezitativ (Ismene, Alceste): „Ferma. Perché abbandoni“ – Andante un poco; für Violinen I/II, Viola, Violoncello, Bass; (Cembalo)
- Arie (Ismene, Alceste): „Parto … ma senti“ – Andante; für Violinen I/II, Viola, Violoncello, Bass

Szene 2
- Rezitativ (Alceste, Gott der Unterwelt): „Partì. Sola restai“ – Andante; für Violinen I/II, Viola, Violoncello, Bass; zwei Oboen, zwei Chalumeaux, zwei Fagotte; drei Posaunen; Cembalo
- Arie (Alceste): „Chi mi parla!“ – Andante non molto; für Violinen I/II, Viola, Violoncello, Bass; zwei Oboen, zwei Chalumeaux, zwei Fagotte
- Chor und Rezitativ (Götter der Unterwelt, Alceste): „E vuoi morire, o misera“ – Moderato; für Violinen I/II, Viola, Violoncello, Bass; zwei Oboen, zwei Fagotte; zwei Hörner
- Arie (Gott der Unterwelt): „Dunque vieni“ – Allegro; für Violinen I/II, Viola, Violoncello, Bass; zwei Hörner, drei Posaunen

Dunque vieni, dunque vieni: la morte t’accetta
- Rezitativ (Alceste, Gott der Unterwelt): „Uditemi, fermate“
- Arie (Alceste): „Non vi turbate, no, pietosi dei“ – Andantino; für Violinen I/II, Viola, Violoncello, Bass; zwei Englischhörner, zwei Fagotte
- Pantomime der Götter der Unterwelt – Andante; für Violinen I/II, Viola, Violoncello, Bass

Szene 3
- Chor (Bürger, Damen und Höflinge): „Dal lieto soggiorno“ – Andante; für Violinen I/II, Viola, Violoncello, Bass; zwei Flöten, zwei Oboen, zwei Fagotte; zwei Hörner, zwei Posaunen; Pauken
- Tanz – Allegretto; für Violinen I/II, Viola, Violoncello, Bass; zwei Hörner
- Arie (Evandro): „Or che Morte il suo furore“ – Andante; für Violinen I/II, Viola, Violoncello, Bass; zwei Flöten, zwei Oboen, Fagott
- Tanz – Andante; für Violinen I/II, Viola, Violoncello, Bass; Fagott
- Chor (Bürger, Damen und Höflinge): „Dal lieto soggiorno“ – Andante; für Violinen I/II, Viola, Violoncello, Bass; zwei Flöten, zwei Oboen, zwei Fagotte; zwei Hörner, zwei Posaunen; Pauken

Szene 4
- Rezitativ (Evandro, Admeto): „Signor, mai più sincero“

Szene 5
- Rezitativ (Admeto, Alceste): „Adorata consorte“
- Duett (Admeto, Alceste): „Ah perché con quelle lagrime“ – Andante; für Violinen I/II, Viola, Violoncello, Bass; zwei Flöten, zwei Oboen, Fagott
- Rezitativ (Admeto, Alceste): „Consorte! Alceste!“ – für Violinen I/II, Viola, Violoncello, Bass
- Arie (Admeto): „No, crudel, non posso vivere“ – Andante con espressione; für Violinen I/II, Viola, Violoncello, Bass; zwei Oboen, Fagott

Szene 6
- Rezitativ (Alceste): „O tenerezza, o amore“
- Chor (Ismene, Gefolge Alcestes): „Oh come rapida“ – Andante; für Violinen I/II, Viola, Violoncello, Bass; zwei Oboen, Fagott
- Rezitativ (Ismene, Alceste): „E il cor non mi si spezza!“
- Chor (Ismene, Gefolge Alcestes): „Così bella! Così giovane!“ – Andante; für Violinen I/II, Viola, Violoncello, Bass; zwei Flöten, Fagott
- Arie (Alceste): „Vesta, tu che fosti“ – Moderato; für Violinen I/II, Viola, Violoncello, Bass; zwei Chalumeaux, zwei Englischhörner; zwei Posaunen
- Chor (Gefolge Alcestes): „Oh come rapida“ – (Andante); für Violinen I/II, Viola, Violoncello, Bass; zwei Oboen, zwei Chalumeaux, zwei Englischhörner, Fagott; zwei Posaunen
- Arie (Alceste): „Oh casto, oh caro nunzial mio letto“ – Moderato; Violoncello; zwei Chalumeaux, zwei Englischhörner; zwei Posaunen
- Chor (Ismene, Gefolge Alcestes): „Così bella, così giovane“ – (Andante); für Violinen I/II, Viola, Violoncello, Bass; zwei Flöten, zwei Chalumeaux, zwei Englischhörner, Fagott; zwei Posaunen
- Rezitativ (Ismene, Alceste): „Regina, ecco i tuoi figli“
- Duett (Eumelo, Aspasia): „Ah mia diletta madre“ – Andante; für Violinen I/II, Viola, Violoncello, Bass; zwei Oboen; Fagott
- Rezitativ: „Figli, diletti figli!“ – „Piangete, ah sì!“ (Alceste) – für Violinen I/II, Viola, Violoncello, Bass; zwei Oboen
- Arie (Alceste): „Ah per questo“ – (Andante); für Violinen I/II, Viola, Violoncello, Bass; zwei Oboen; zwei Hörner
  - „È il più fiero di tutti tormenti“ – Andante molto
- Chor (Gefolge Alcestes): „Oh come rapida“ – Andante; für Violinen I/II, Viola, Violoncello, Bass; zwei Oboen, Fagott; zwei Hörner

Dritter Akt
Szene 1
- Rezitativ (Admeto, Evandro): „Ah mio fido“ – Allegro; für Violinen I/II, Viola, Violoncello, Bass; Cembalo
- Arie (Admeto): „Misero! E che farò!“ – Andante un poco; für Violinen I/II, Viola, Violoncello, Bass; Oboe, Fagott
- Rezitativ (Admeto): „No, sì atroce costanza“
- Rezitativ (Alceste, Admeto, Evandro, Ismene): „Sposo, Admeto“ – Andante; für Violinen I/II, Viola, Violoncello, Bass; zwei Oboen, zwei Fagotte; Cembalo

Szene 2
- Duett (Alceste, Admeto): „Cari figli“ – Moderato; für Violinen I/II, Viola, Violoncello, Bass; zwei Oboen, zwei Fagotte
  - „Che acerbo tormento, che strazio, che morte“ – Allegro
- Terzett (Ismene, Evandro, Admeto): „Ma! Qual suono“ – Andante; für Violinen I/II, Viola, Violoncello, Bass; zwei Flöten, zwei Oboen, zwei Fagotte; drei Posaunen
- Chor (Götter der Unterwelt): „Vieni Alceste“ – (Andante); für Violinen I/II, Viola, Violoncello, Bass; zwei Oboen, Fagott
- Rezitativ (Alceste, Götter der Unterwelt): „Ahi mè! Chi mi riscuote!“
- Arie und Chor (Admeto, Götter der Unterwelt, Alceste): „Fermatevi! Udite!“ – „Non è più permesso“ – Allegro; für Violinen I/II, Viola, Violoncello, Bass; zwei Flöten, zwei Oboen, zwei Fagotte; zwei Hörner, drei Posaunen

Szene 3
- Sinfonia – Lento; für Violinen I/II, Viola, Violoncello, Bass; zwei Flöten, zwei Oboen, Fagott; zwei Hörner, drei Posaunen
- Rezitativ (Ismene, Evandro, Gefolge Alcestes und Admetos): „Morì?“
- Chor (Gefolge Alcestes und Admetos): „Piangi o Patria“ – (Lento); für Violinen I/II, Viola, Violoncello, Bass; zwei Flöten, Oboe, zwei Englischhörner, zwei Fagotte; drei Posaunen
- Solo (Ismene): „Alceste è morta“ – für Violinen I/II, Viola, Violoncello, Bass
- Chor (Gefolge Alcestes und Admetos): „Piangi o Patria“ – (Lento); für Violinen I/II, Viola, Violoncello, Bass; zwei Flöten, Oboe, zwei Englischhörner, zwei Fagotte; drei Posaunen
- Solo (Evandro): „Morte trionfa“ – für Violinen I/II, Viola, Violoncello, Bass
- Chor (Gefolge Alcestes und Admetos): „Piangi o Patria“ – (Lento); für Violinen I/II, Viola, Violoncello, Bass; zwei Flöten, Oboe, zwei Englischhörner, zwei Fagotte; drei Posaunen
- Duett (Ismene, Evandro): „Ogni virtù più bella“ – für Violinen I/II, Viola, Violoncello, Bass
- Chor (Gefolge Alcestes und Admetos): „Piangi o Patria“ – (Lento); für Violinen I/II, Viola, Violoncello, Bass; zwei Flöten, Oboe, zwei Englischhörner, zwei Fagotte; drei Posaunen

Szene 4
- Rezitativ (Admeto, Ismene, Evandro): „Lasciatemi, crudeli“ – für Violinen I/II, Viola, Violoncello, Bass; Cembalo

Letzte Szene
- Sinfonia – Andante; für Violinen I/II, Viola, Violoncello, Bass; zwei Flöten, zwei Oboen, zwei Fagotte; zwei Hörner
- Rezitativ (Apollo, Admeto, Alceste): „Admeto, in cielo ancora“
- Chor (Tutti): „Regna a noi con lieta sorte“ – Andante; für Violinen I/II, Viola, Violoncello, Bass; zwei Flöten, zwei Oboen, zwei Fagotte; zwei Hörner, zwei Posaunen; Pauken

### Musiknummern Paris 1776
Die Pariser Fassung von 1776 enthält die folgenden Musikstücke:
- Ouvertüre – Lentement; für Violinen I/II, Viola, Violoncello, Bass; zwei Flöten, zwei Oboen, zwei Klarinetten, zwei Fagotte; zwei Hörner, drei Posaunen

Erster Akt
Szene 1
- Chor (Volk von Pherai): „Dieux, rendez-noi notre roi“ – für Violinen I/II, Viola, Violoncello, Bass; zwei Flöten, zwei Oboen, zwei Klarinetten, zwei Fagotte; zwei Hörner, drei Posaunen
- Rezitativ (Waffenherold): „Peuples, écoutez!“ – für zwei Posaunen; dann Violinen I/II, Viola, Violoncello, Bass
- Chor und Soli: „O dieux! qu’allons-nous devenir?“ (Volk von Pherai, eine Chorführerin, Évandre) – Andante; für Violinen I/II, Viola, Violoncello, Bass; zwei Flöten, zwei Oboen, zwei Klarinetten, zwei Fagotte; zwei Hörner

Szene 2
- Chor (Volk von Pherai): „O malheureux Admète!“ – Moderato; für Violinen I/II, Viola, Violoncello, Bass; zwei Flöten, zwei Oboen, zwei Klarinetten, zwei Fagotte
- Rezitativ (Alceste, Peuples de Phère): „Sujets de roi le plus aimé“
- Arie (Alceste): „Grands dieux!“ – Moderato; für Violinen I/II, Viola, Violoncello, Bass; Solo-Oboe, zwei Fagotte; zwei Hörner
- Chor (Volk von Pherai): „O malheureux Admète!“ – Moderato; für Violinen I/II, Viola, Violoncello, Bass; zwei Flöten, zwei Oboen, Fagott
- Rezitativ (Alceste): „Suivez-moi dans le temple“
- Chor und Soli: „O dieux! qu’allons-nous devenir?“ (Volk von Pherai, eine Chorführerin, Évandre) – Sans lenteur (Andante); für Violinen I/II, Viola, Violoncello, Bass; zwei Flöten, zwei Oboen, zwei Fagotte; zwei Hörner

Szene 3
- Pantomime – Moderato; für Violinen I/II, Viola, Violoncello, Bass; zwei Flöten
- Rezitativ (Oberpriester): „Dieu puissant“
- Chor und Solo: „Dieu puissant“ (Volk von Pherai, Oberpriester) – Un peu animé; für Violinen I/II, Viola, Violoncello, Bass; zwei Flöten, zwei Oboen, zwei Klarinetten, zwei Fagotte; drei Posaunen
- Rezitativ (Oberpriester): „Dispensateur de la lumière!“ – Andante; für Violinen I/II, Viola, Violoncello, Bass
- Chor und Solo: „Dieu puissant“ (Volk von Pherai, Oberpriester) – Andante; für Violinen I/II, Viola, Violoncello, Bass; zwei Flöten, zwei Oboen, zwei Klarinetten, zwei Fagotte; drei Posaunen
- Rezitativ (Oberpriester): „Suspendez“
- Pantomime – Adagio; für Violinen I/II, Viola, Violoncello, Bass; zwei Flöten

Szene 4
- Rezitativ (Alceste): „Immortel Apollon!“ – Lent; für Violinen I/II, Viola, Violoncello, Bass
- Pantomime der Opferhandlung – für Violinen I/II, Viola, Violoncello, Bass; zwei Oboen, zwei Fagotte
- Rezitativ (Oberpriester): „Apollon est sensible“ – Andante; für Violinen I/II, Viola, Violoncello, Bass; zwei Flöten, zwei Oboen, zwei Klarinetten, zwei Fagotte; zwei Hörner, drei Posaunen
- Solo (Orakel): „Le roi doit mourir“ – Sans lenteur; für Violinen I/II, Viola, Violoncello, Bass; zwei Oboen, zwei Klarinetten, zwei Fagotte; drei Posaunen
- Solo und Chor: „Tout se tait!“ (Oberpriester, Volk von Pherai) – Sans lenteur; für Violinen I/II, Viola, Violoncello, Bass; zwei Oboen, zwei Klarinetten, zwei Fagotte; drei Posaunen

Szene 5
- Rezitativ (Alceste): „Où suis-je?“
- Arie (Alceste): „Non, ce n’est point un sacrifice!“ – Andante; für Violinen I/II, Viola, Violoncello, Bass; zwei Flöten, zwei Oboen, zwei Klarinetten, zwei Fagotte; zwei Hörner
- Rezitativ (Alceste): „Arbîtres du sort des humains“

Szene 6
- Solo: „Tes destins sont remplis“ (Oberpriester) – Andante; für Violinen I/II, Viola, Violoncello, Bass; zwei Oboen, zwei Klarinetten, zwei Fagotte

Szene 7
- Arie (Alceste): „Divinitées du Styx“ – Andante; für Violinen I/II, Viola, Violoncello, Bass; zwei Oboen, zwei Klarinetten, zwei Fagotte; zwei Hörner, drei Posaunen

Zweiter Akt
Szene 1
- Chor (Volk von Pherai): „Que les plus doux transports“ – Allegro; für Violinen I/II, Viola, Violoncello, Bass; zwei Flöten, zwei Oboen, zwei Klarinetten, zwei Fagotte; zwei Hörner
- Ballett – Légèrement; für Violinen I/II, Viola, Violoncello, Bass
- Ballett – Légèrement; für Violinen I/II, Viola, Violoncello, Bass; zwei Flöten, zwei Oboen, zwei Fagotte
- Ballett – Andante; für Violinen I/II, Viola, Violoncello, Bass; zwei Fagotte
- Ballett – Allegro; für Violinen I/II, Viola, Violoncello, Bass; zwei Oboen, zwei Klarinetten, zwei Fagotte; zwei Hörner
- Ballett – Lent; für Violinen I/II, Viola, Violoncello, Bass; Flöte solo, zwei Fagotte; zwei Hörner
- Chor mit Tanz: „Que les plus doux transports“ (Volk von Pherai) – Très gay; für Violinen I/II, Viola, Violoncello, Bass; zwei Flöten, zwei Oboen, zwei Klarinetten, zwei Fagotte; zwei Hörner

Szene 2
- Rezitativ (eine Stimme, eine andere Stimme, Évandre, Admète): „O mon roi!“
- Chor mit Tanz: „Vivez, aimez des jours“ (Chorführer, Volk von Pherai) – Gracieusement; für Violinen I/II, Viola, Violoncello, Bass; zwei Flöten, zwei Oboen, zwei Klarinetten, zwei Fagotte; zwei Hörner
- Rezitativ (Admète, Évandre): „Alceste, chère Alceste!“

Szene 3
- Rezitativ (Admète, Alceste): „Alceste! – Cher époux!“
- Chor mit Tanz: „Livrons-nous à l’allégresse“ (Volk von Pherai, Alceste) – Allegro; für Violinen I/II, Viola, Violoncello, Bass; zwei Flöten, zwei Oboen, zwei Fagotte; zwei Hörner/III/IV
- Rezitativ (Admète): „Transports flatteurs“
- Chor mit Tanz: „Parez vos fronts“ (Volk von Pherai, eine Chorführerin) – Andante; für Violinen I/II, Viola, Violoncello, Bass; zwei Oboen, zwei Fagotte
- Arie (Alceste): „O dieux! soutenez mon courage!“ – für Violinen I/II, Viola, Violoncello, Bass; Flöte solo
- Chor (Volk von Pherai): „Parez vos fronts“ – für Violinen I/II, Viola, Violoncello, Bass; zwei Oboen, zwei Fagotte
- Rezitativ (Admète, Alceste): „O moment délicieux!“
- Arie (Admète): „Bannis la crainte“ – Andante (con brio); für Violinen I/II, Viola, Violoncello, Bass; zwei Klarinetten, zwei Fagotte
- Rezitativ (Alceste, Admète): „Ciel! – Tu pleures?“
- Arie (Alceste): „Je n’ai jamais chéri la vie“ – Gracieusement; für Violinen I/II, Viola, Violoncello, Bass; zwei Oboen, zwei Fagotte; zwei Hörner
- Rezitativ (Admète, Alceste): „Tu m’aimes, je t’adore“
- Chor (Volk von Pherai): „O malheureux Admète“ – Allegro; für Violinen I/II, Viola, Violoncello, Bass; zwei Flöten, zwei Oboen, zwei Klarinetten, zwei Fagotte
- Rezitativ (Admète, Alceste): „O coup affreux!“
- Arie (Admète): „Non, sans toi je ne puis vivre“ – Andante non molto; für Violinen I/II, Viola, Violoncello, Bass; zwei Oboen, zwei Fagotte

Szene 4
- Rezitativ (Alceste): „Grands dieux!“
- Chor (Volk von Pherai): „Tant de graces“ – Moderato; für Violinen I/II, Viola, Violoncello, Bass; zwei Flöten, zwei Fagotte
- Rezitativ (Alceste): „Dérobez-moi vos pleures“
- Arie (Alceste): „Ah, malgré moi“ – Lentement; für Violinen I/II, Viola, Violoncello, Bass; Flöte solo, Solo-Oboe; zwei Hörner
- Arie (Alceste): „O ciel! quel supplice“ – Andante; für Violinen I/II, Viola, Violoncello, Bass; zwei Oboen; zwei Hörner
- Chor (Volk von Pherai): „Oh, que le songe de la vie“ – Lent; für Violinen I/II, Viola, Violoncello, Bass; zwei Flöten, zwei Oboen, zwei Klarinetten, zwei Fagotte; zwei Hörner
- Arie (Alceste): „O ciel! quel supplice“ – Vivement; für Violinen I/II, Viola, Violoncello, Bass; zwei Oboen; zwei Hörner
- Chor (Volk von Pherai): „Oh, que le songe de la vie“ – Lent; für Violinen I/II, Viola, Violoncello, Bass; zwei Flöten, zwei Oboen, zwei Klarinetten, zwei Fagotte; zwei Hörner

Dritter Akt
Szene 1
- Rezitativ (Évandre, eine Chorführerin): „Nous ne pouvons trop répandre des larmes“ – Moderato; für Violinen I/II, Viola, Violoncello, Bass; zwei Oboen
- Chor mit zwei Stimmen: „Pleure, ô patrie!“ (Volk von Pherai) – Lentement; für Violinen I/II, Viola, Violoncello, Bass; zwei Oboen, zwei Klarinetten, zwei Fagotte; drei Posaunen

Szene 2
- Rezitativ (Hercule, Volk von Pherai, Évandre, eine Chorführerin): „Après de longs travaux“ – Vif; für Violinen I/II, Viola, Violoncello, Bass; zwei Oboen, zwei Fagotte
- Chor (Volk von Pherai): „Pleure, ô patrie!“ – Lent; für Violinen I/II, Viola, Violoncello, Bass; zwei Oboen, zwei Klarinetten, zwei Fagotte; drei Posaunen
- Rezitativ (Hercule): „Au pouvoir de la mort“
- Arie (Hercule): „C’est en vain que l’enfer“ – für Violinen I/II, Viola, Violoncello, Bass; zwei Oboen, zwei Klarinetten, zwei Fagotte; zwei Hörner

Szene 3
- Rezitativ (Alceste): „Grands dieux! soutenez mon courage!“ – Lourdement; für Violinen I/II, Viola, Violoncello, Bass; zwei Oboen, zwei Klarinetten, zwei Fagotte
- Chor (Götter der Unterwelt): „Malheureuse, où vas-tu?“ – Lent; für Violinen I/II, Viola, Violoncello, Bass; zwei Klarinetten, zwei Fagotte; zwei Hörner, drei Posaunen
- Arie (Alceste): „Ah, divinités implacables!“ – Andante; für Violinen I/II, Viola, Violoncello, Bass; zwei Klarinetten

Szene 4
- Rezitativ (Alceste, Admète): „Ciel! Admète!“
- Arie (Alceste): „Vis pour garder“ – Moderato; für Violinen I/II, Viola, Violoncello, Bass
- Rezitativ (Admète): „Vivre sans toi!“ – für Violinen I/II, Viola, Violoncello, Bass
- Arie (Admète): „Alceste, au nom des dieux!“ – Un poco andante; für Violinen I/II, Viola, Violoncello, Bass; Solo-Oboe, zwei Fagotte
- Rezitativ (Alceste, Admète): „Je le sens“
- Duett (Alceste, Admète): „Aux cris de la douleur“ – Sans lenteur; für Violinen I/II, Viola, Violoncello, Bass; zwei Flöten, zwei Oboen
- Arie (Gott der Unterwelt): „Caron t’appelle“ – Andante – Animé; für Violinen I/II, Viola, Violoncello, Bass; zwei Oboen, zwei Klarinetten, zwei Fagotte; zwei Hörner, Altposaune
- Rezitativ (Alceste, Admète): „Qu’il vive!“
- Chor und Soli: „Alceste! le jour fuit“ (Götter der Unterwelt, Alceste, Admète) – Gravement; für Violinen I/II, Viola, Violoncello, Bass; zwei Flöten, zwei Oboen, zwei Klarinetten, zwei Fagotte; zwei Hörner, drei Posaunen

Szene 5
- Soli und Chor: „Ami, leur rage est vaine“ (Hercule, Admète, Götter der Unterwelt) – Même mouvement; für Violinen I/II, Viola, Violoncello, Bass; zwei Oboen, zwei Klarinetten, zwei Fagotte; drei Posaunen
- Rezitativ (Hercule, Admète): „Des mains de l’amitié“

Szene 6
- Rezitativ (Apollon): „Poursuis, ô digne fils“ – Allegretto; für Violinen I/II, Viola, Violoncello, Bass; zwei Oboen, zwei Klarinetten, zwei Fagotte

Szene 7
- Rezitativ (Apollon): „Et vous, qui vous montrez“ – für Violinen I/II, Viola, Violoncello, Bass
- Terzett (Alceste, Admète, Hercule): „Reçois, dieu bienfaisant“ – Un poco andante; für Violinen I/II, Viola, Violoncello, Bass; zwei Flöten, zwei Oboen, zwei Klarinetten, zwei Fagotte

Letzte Szene
- Rezitativ (Admète, Alceste, Volk von Pherai): „O mes amis“
- Chor (Volk von Pherai): „Qi’ils vivent à jamais“ – für Violinen I/II, Viola, Violoncello, Bass; zwei Oboen, zwei Fagotte; zwei Hörner
- Divertissement: 1. Andante – für Violinen I/II, Viola, Violoncello, Bass; zwei Oboen, zwei Klarinetten, zwei Fagotte
- Divertissement: 2. Marche – für Violinen I/II, Viola, Violoncello, Bass; zwei Oboen, zwei Klarinetten; zwei Posaunen; Pauken
- Divertissement: 3. Andante – für Violinen I/II, Viola, Violoncello, Bass; Flöte
- Divertissement: 4. Menuet gracieux – für Violinen I/II, Viola, Violoncello, Bass; zwei Oboen, zwei Klarinetten, zwei Fagotte; zwei Hörner, zwei Posaunen; Pauken
- Divertissement: 5. Gavotte – Légèrement; für Violinen I/II, Viola, Violoncello, Bass; zwei Flöten, zwei Oboen, zwei Klarinetten, zwei Fagotte; zwei Hörner
- Divertissement: 6. Chaconne – für Violinen I/II, Viola, Violoncello, Bass; zwei Oboen, zwei Klarinetten, zwei Fagotte; zwei Hörner, zwei Posaunen; Pauken

Anhang
- Anhang V. Air de danse: Andante, statt Takten 63–260 (nach dem Autograph), zweiter Akt, Szene 1 – Andante; für Violinen I/II, Viola, Violoncello, Bass; zwei Hörner
- Anhang XV. Rezitativ und Duett: „Alceste, si pour moi – Et, cruelle“ (Admète, Alceste), statt Takten 230–235 (nach dem Autograph), dritter Akt, Szene 4 – für Violinen I/II, Viola, Violoncello, Bass – Presto; für Violinen I/II, Viola, Violoncello, Bass; Oboe

## Ausgaben
Italienische Fassung
- Erstausgabe: Alceste. Tragedia. Trattnern, Wien 1769.
- Neuausgabe: Alceste (Wiener Fassung von 1767). Tragedia per musica in drei Akten (= Gluck: Sämtliche Werke. Abteilung 1, Band 3, hrsg. von Gerhard Croll). Bärenreiter, Kassel 1988.

Französische Fassung
- Erstausgabe: Alceste. Tragédie opera en trois actes. Bureau d’abonnement musical, Paris um 1777, der Partitur (Digitalisat bei Gallica).
- Neuausgabe: Alceste (Pariser Fassung 1776). Musikdrama in 3 Akten (= Gluck: Sämtliche Werke. Abteilung 1, Band 7, hrsg. von Rudolf Gerber). Bärenreiter, Kassel 1957.

## Einspielungen (Auswahl)
Italienische Fassung (Wien 1767)
- 1957: The Geraint Jones Orchestra & Singers unter der Leitung von Geraint Jones. Admeto: Raoul Jobin; Alceste: Kirsten Flagstad; Eumelo: Joan Clark; Aspasia: Rosemary Thayer; Evandro: Alexander Young; Ismene: Marion Lowe; Ausrufer: James Atkins; Oberpriester Apollos: Thomas Hemsley; Apollo: Thomas Hemsley; das Orakel: James Atkins. Decca 436 234-2 (3 CDs, 170'28).
- 1998: Chor & Orchester des Drottningholm Theaters unter der Leitung von Arnold Östman. Admeto: Justin Lavender; Alceste: Teresa Ringholz; Eumelo: Adam Giertz; Aspasia: Emelie Clausen; Evandro: Jonas Dergerfeldt; Ismene: Miriam Treichl; Ausrufer: Matthias Nilsson; Oberpriester Apollos: Lars Martinsson; Apollo: Lars Martinsson; Orakel: Johan Lilja. Naxos (3 CDs, 146'55).

Französische Fassung (Paris 1776)
- 1999: English Baroque Soloists und Monteverdi Choir unter der Leitung von John Eliot Gardiner. Admète: Paul Groves; Alceste: Anne Sofie von Otter; Oberpriester Apollos: Dietrich Henschel; Évandre: Yann Beuron; Waffenherold: Ludovic Tézier; Hercule: Dietrich Henschel; Chorführer: Katharina Fuge, Joanne Lunn; Apollon: Ludovic Tézier; Orakel: Nicholas Testé; ein Gott der Unterwelt: Nicholas Testé; Philips 470 293-2 (2 CDs, live London, 134'35); Arthaus/Naxos 100160 (DVD, live Paris).

## Inszenierungen (Auswahl)
- 2006: Staatsoper Stuttgart (Regie: Jossi Wieler und Sergio Morabito; Dirigent: Constantinos Carydis; Alceste: Catherine Naglestad)
- 2008: Staatstheater Nürnberg (im Rahmen der 2. Internationalen Gluck-Festspiele; Regie: Bruno Klimek; Dirigent: Bruno Weil; Alceste: Anne Salvan)
- 2012: Wiener Staatsoper (Regie: Christof Loy; Dirigent: Ivor Bolton; Alceste: Veronique Gens)
- 2014: Teatro Real, Madrid (Regie: Krzysztof Warlikowski; Dirigent: Ivor Bolton; Alceste: Angela Denoke)
- 2015: Nationaltheater Mannheim (Regie: Dietrich Hilsdorf; Dirigent: Rubén Dubrovsky; Alceste: Cornelia Ptassek)
- 2015: Opéra de Paris (Regie: Olivier Py; Dirigent: Marc Minkowski; Alceste: Véronique Gens)
- 2016: Jahrhunderthalle Bochum (im Rahmen der Ruhrtriennale; Regie: Johan Simons; Dirigent: René Jacobs; Alceste: Birgitte Christensen)
- 2019: Bayerische Staatsoper (Regie: Sidi Larbi Cherkaoui; Dirigent: Antonello Manacorda; Alceste: Dorothea Röschmann)